# 1903

## Събития

### Януари
- 1 януари – Крал Едуард VII е провъзгласен за император на Индия.
- 1 януари – Първи брой на месечно арумънско списание „Лумина“.
- 22 януари – От 2 до 4 януари се провежда Солунският конгрес на ВМОРО.

### Февруари
- 13 февруари – Започва да излиза българския вестник „Свобода или смърт“, който излиза само в 12 броя до 21 април същата година.

### Март
- Започва да се издава българското списание „Македония“.
- 1 март – Излиза вестник „Право“.
- 31 март (18 март стар стил) – Съставено е двадесет и петото правителство на България, начело със Стоян Данев.

### Април
- 5 април – Започва да излиза българския вестник „Балкан“, който излиза само в 12 броя до 4 май същата година.

### Май
- 4 май - в борба с турски аскер загива Гоце Делчев.
- 18 май (5 май стар стил) – Съставено е двадесет и шестото правителство на България, начело с Рачо Петров.
- 18 май – Открито е пристанище Бургас.

### Юли
- 27 юли – Осветена е църквата „Свети Седмочисленици“ в София.

### Август
- 1 август – Започва да излиза българския вестник „Автономия“, който излиза само в 3 броя до 16 август същата година.
- 2 август (20 юли стар стил) – Избухва Илинденското въстание.
- 19 август (6 август стар стил) – Избухва Преображенското въстание.

### Септември
- 19 септември – Първият американски посланик в България, Джон Б. Джаксън, връчва акредитивните си писма на княз Фердинанд. Поставено е началото на българо-американските дипломатически отношения.

### Декември
- 17 декември – Братя Райт извършват първия успешен полет със самолет.

## Родени
- Димитрис Агорастис, гръцки скулптор († 1988 г.)
- Димитър Димитриев, български футболист
- Никола Калканджиев, български футболист († 1976 г.)
- 3 януари – Гено Матеев, български футболист († 1966 г.)
- 10 януари – Димитър Мутафчиев, български футболист († 1990 г.)
- 11 януари – Алън Пейтън, южноафрикански писател († 1988 г.)
- 12 януари – Игор Курчатов, руски учен – физик, създател на водородната бомба († 1960 г.)
- 24 януари – Коста Църнушанов, български общественик († 1996 г.)
- 30 януари – Златан Дудов, български режисьор († 1963 г.)
- 10 февруари – Матиас Зинделар, австрийски футболист († 1939 г.)
- 13 февруари – Жорж Сименон, белгийски писател († 1989 г.)
- 21 февруари
  - Анаис Нин, американска писателка († 1977 г.)
  - Реймон Кьоно, френски писател († 1976 г.)
- 22 февруари – Франк Рамзи, английски математик († 1930 г.)
- 26 февруари – Чарлз Орд Уингейт, британски офицер († 1944 г.)
- 28 февруари – Винсънт Минели, американски филмов режисьор († 1986 г.)
- 3 март – Христо Несторов, български анархист († 1954 г.)
- 8 март – Михалис Стасинопулос, гръцки политик († 2002 г.)
- 13 март – Никола Щерев, български футболист и треньор († 1972 г.)
- 15 март – Никола Попов, български генерал († 2007 г.)
- 18 март – Галеацо Чано, италиански политик († 1944 г.)
- 19 март – Рада Балевска, български професор († 1984 г.)
- 31 март – Тодор Герасимов, български археолог и нумизмат († 1974 г.)
- 3 април
  - Петер Хухел, немски поет († 1981 г.)
  - Пиеро Пасторе, италиански футболист и киноартист († 1968 г.)
- 12 април – Ян Тинберген, холандски икономист, лауреат на първата Нобелова награда за икономика през 1969 г. († 1994 г.)
- 14 април – Анри Корбен, френски ислямовед († 1978 г.)
- 15 април
  - Г. М. Димитров, български политик († 1972 г.)
  - Ерих Аренд, немски поет и преводач († 1984 г.)
- 19 април – Елиът Нес, американски финансист († 1957 г.)
- 25 април – Андрей Колмогоров, съветски математик († 1987 г.)
- 26 април – Константин Константинов, български музиколог († 1955 г.)
- 29 април – Николай Крилов, съветски маршал († 1972 г.)
- 2 май – Бенджамин Спок, американски педиатър († 1998 г.)
- 8 май – Фернандел, френски актьор и комик († 1971 г.)
- 23 май – Олга Кирчева, българска актриса († 1978 г.)
- 27 май – Никола Фурнаджиев, български поет († 1968 г.)
- 6 юни – Арам Хачатурян, арменски композитор († 1978 г.)
- 8 юни – Маргьорит Юрсенар, френска писателка († 1987 г.)
- 13 юни – Филип Кутев, български фолклорист († 1982 г.)
- 17 юни – Михаил Аркадиевич Светлов, съветски поет и драматург († 1964 г.)
- 22 юни – Джон Дилинджър, американски банков крадец († 1934 г.)
- 25 юни – Джордж Оруел, британски писател († 1950 г.)
- 6 юли – Илия Петров, български художник († 1975 г.)
- 7 юли – Стивън Рънсиман, британски историк († 2000 г.)
- 10 юли – Джон Уиндъм, британски писател († 1969 г.)
- 11 юли – Рудолф Абел, съветски разузнавач († 1971 г.)
- 7 август – Луис Лики, кенийски археолог и биолог († 1972 г.)
- 16 август – Георги Дзивгов, български преводач († 1986 г.)
- 22 август – Александър Обретенов, български изкуствовед († 1990 г.)
- 28 август
  - Ангел Чаушев, български антифашист († 1944 г.)
  - Атанас Москов, български политик († 1995 г.)
  - Бруно Бетелхайм, американски психолог († 1990 г.)
- 29 август – Ернст Кройдер, немски писател († 1972 г.)
- 6 септември – Георгиос Вафопулос, гръцки поет († 1996 г.)
- 11 септември – Теодор Адорно, немски социолог и философ († 1969 г.)
- 13 септември – Клодет Колбер, американска актриса от френски произход († 1996 г.)
- 23 септември – Йозеф Брайтбах, немски писател († 1980 г.)
- 1 октомври
  - Владимир Хоровиц, руски пианист († 1989 г.)
  - Пиер Вейрон, френски автомобилен състезател († 1970 г.)
- 4 октомври
  - Джон Атанасов, американски физик, математик и електроинженер от български произход († 1995 г.)
  - Ернст Калтенбрунер, нацистки офицер († 1946 г.)
- 8 октомври – Георги Гешев, български шахматист († 1937 г.)
- 14 октомври – Андрей Гречко, съветски маршал († 1976 г.)
- 22 октомври – Златьо Бояджиев, български художник († 1976 г.)
- 28 октомври – Ивлин Уо, американски писател († 1966 г.)
- 7 ноември – Конрад Лоренц, австрийски зоолог, лауреат на Нобелова награда за медицина през 1973 г. († 1989 г.)
- 17 декември – Ърскин Колдуел, американски писател († 1987 г.)
- 28 декември – Джон фон Нойман, американски математик († 1957 г.)

## Починали
- Иван Адженов, български революционер
- Кочо Цонката, български революционер
- Питу Гули, български революционер
- Саид Найдени, албански възрожденец
- 1 февруари – Джордж Гейбриъл Стоукс, ирландски учен
- 6 февруари – Петко Каравелов, български политик (* 1843 г.)
- 3 март – Петър Карапетров, български публицист, книгоиздател, историк на Панагюрище
- 15 март – Тома Давидов, български офицер и революционер
- 28 март – Тодор Саев, български военен и революционер
- 17 април – Йордан Попйорданов, български революционер
- 4 май – Гоце Делчев, български революционер (* 1872 г.)
- 8 май – Пол Гоген, френски художник
- 13 май – Аполинарио Мабини, филипински идеолог (* 1864 г.)
- 21 май – Парашкев Цветков, български революционер
- 8 юни – Георги Папанчев, български офицер и революционер
- 11 юни – Александър Обренович, крал на Сърбия
- 20 юли – Лъв XIII, римски папа (1878 – 1903) (* 1810 г.)
- 25 юли – Кръстьо Асенов, български революционер
- 6 август – Георги Кондолов, български революционер
- 8 август – Александър Ростковски, руски дипломат
- 22 август – Йордан Пиперката, Български революционер
- 3 септември – Манол Розов, български революционер
- 12 септември – Юлий Розентал, български поет и революционер
- 14 септември – Мирчо Кипрев, български революционер
- 21 септември
  - Александър Панайотов, български революционер
  - Търпен Марков, български революционер
- 23 септември
  - Аце Трайчев, български революционер
  - Стерьо Наку, български революционер
- 25 септември
  - Григор Манасиев, български революционер
  - Иван Топчев, български военен и революционер
  - Никола Дечев, български революционер
- 4 октомври – Ото Вайнингер, австрийски философ
- 7 октомври – Васил Кономладски, български революционер
- 19 октомври – Апостол Маргарит, арумънски просветител
- 1 ноември – Теодор Момзен, германски историк, лауреат на Нобелова награда за литература през 1902 г. (* 1817 г.)
- 3 ноември – Киряк Цанков, български революционер и дипломат
- 13 ноември – Камий Писаро, френски импресионист
- 25 ноември – Сабино Арана Гойри, испански и баски писател и политик
- 8 декември – Хърбърт Спенсър, английски философ

## Нобелови награди
- Физика – Антоан Анри Бекерел, Пиер Кюри, Мария Кюри
- Химия – Сванте Август Арениус
- Физиология или медицина – Нилс Финсен
- Литература – Бьорнстерн Бьорнсон
- Мир – Уилям Рандъл Кримър

Вижте също:
- календара за тази година